# Marcia Videaux
Marcia Videaux Jiménez también deletreada Marcia Vidiaux  (21 de julio de 1999) es una gimnasta artística cubana.
El primer encuentro internacional de Videaux fue en la Copa del Mundo de Anadia (Portugal) en mayo de 2015. Allí ganó una medalla de oro en bóveda y una medalla de bronce en barras asimétricas. Ese mismo año fue campeona del caballo de salto en los Panamericanos de Toronto 2015. En julio, Videaux compitió en los Juegos Panamericanos, terminando noveno en la general y ganando una medalla de oro en salto.
Calificó para representar a Cuba en los Juegos Olímpicos de Tokio 2020 en el evento integral de gimnasia artística femenina.